# Homer (New York)
Homer è una città degli Stati Uniti d'America, nello stato di New York, nella Contea di Cortland. Al censimento del 2010 contava 6 405 abitanti.
La città possiede al suo interno il village chiamato anch'esso Homer.